# Борисов, Юрий Викторович
Юрий Викторович Борисов (30 октября 1938, СССР — 10 июня 2019, Россия) — советский хоккеист, нападающий, советский российский хоккейный тренер.

## Биография
Родился 30 октября 1938 года. В 1958—1962 годах выступал в воскресенском «Химике», в 1962—1969 годах — в московском «Спартаке», в 1969—1973 годах — в ярославском «Торпедо». В чемпионатах СССР забросил более 150 шайб. В составе «Химика» лучший снайпер чемпионата 1961. В составе «Спартака» чемпион СССР 1967, 1969, серебряный призёр 1965, 1966, 1968, бронзовый призёр 1963, 1964. Мастер спорта.
С 1973 года — тренер СДЮШОР «Спартака». Среди его воспитанников Сергей Карпов, Илья Ковальчук, Игорь Князев, Дмитрий Сёмин, Тимофей Шишканов, Владимир Корсунов и другие. Заслуженный тренер СССР.